# Opisthocentrus
Opisthocentrus és un gènere de peixos de la família dels estiquèids i de l'ordre dels perciformes.

## Distribució geogràfica
Es troba al Pacífic nord-occidental: les illes Kurils, el mar de Bering, el mar d'Okhotsk, l'estret de Tatària, el Japó -com ara, Honshu i Hokkaido-, el mar del Japó i la península de Corea.

## Taxonomia
- Opisthocentrus ocellatus (Tilesius, 1811)[14]
- Opisthocentrus tenuis (Bean i Bean, 1897)[15]
- Opisthocentrus zonope (Jordan i Snyder, 1902)[16][17][18][19][20][21][22][23][24][25]